# Pepin (Wisconsin)
Pepin es una villa ubicada en el condado de Pepin en el estado estadounidense de Wisconsin. En el Censo de 2010 tenía una población de 837 habitantes y una densidad poblacional de 459,7 personas por km².

## Geografía
Pepin se encuentra ubicada en las coordenadas 44°26′33″N 92°8′55″O / 44.44250, -92.14861. Según la Oficina del Censo de los Estados Unidos, Pepin tiene una superficie total de 1.82 km², de la cual 1.82 km² corresponden a tierra firme y (0%) 0 km² es agua.

## Demografía
Según el censo de 2010, había 837 personas residiendo en Pepin. La densidad de población era de 459,7 hab./km². De los 837 habitantes, Pepin estaba compuesto por el 98.92% blancos, el 0.24% eran afroamericanos, el 0.24% eran amerindios, el 0.36% eran asiáticos, el 0% eran isleños del Pacífico, el 0% eran de otras razas y el 0.24% pertenecían a dos o más razas. Del total de la población el 0.24% eran hispanos o latinos de cualquier raza.